# 消失的凶手
《消失的凶手》（英語：The Vanished Murderer）是乐视影业出品、罗志良执导、尔冬升监制的一部中国悬疑片，为2012年作品《消失的子弹》的续集。劉青雲、林家栋、江一燕和李小璐主演。中国于2015年11月27日上映。

## 剧情
讲述松东路（劉青雲飾）追查工人连环坠楼事件的悬疑故事。女死囚傅源（江一燕飾）神秘逃獄後又主動聯絡松东路，要求前往香城調查此一大案，途中遇到了青梅竹馬、兼指腹為婚的妻子常勝（李小璐飾）一起加入，看似工人連環自殺卻又疑點重重，牽扯出當年的郊區屠村事件和香城富商高敏雄（郭曉東飾），最後更牽出了國民政府神秘的黃金寶藏。

## 角色
| 演員                               | 角色                                   |
| 劉青雲                             | 松东路，天城县警政官                   |
| 林家栋                             | 霍华，教授                             |
| 江一燕                             | 傅源，逃獄的女死囚                     |
| 李小璐                             | 常胜，松东路的青梅竹馬兼指腹为婚的妻子 |
| 郭晓东 （粵語聲演：李國麟）        | 高敏雄，香城富商                       |
| 缪俊杰                             | 高亮，高敏雄的儿子                     |
| 凤小岳 （粵語聲演：Julio @ Soler） | 陈茂津，香城警察                       |
| 于小彤                             | 杨令晨，霍华的学生                     |
| 孙佳君                             | 谭虎，高敏雄的保安队长                 |
| 劉洵                               | 李伯，為兒子跟孫女的公義而跳樓         |
| 周紹棟                             | 典獄長                                 |

## 制作
2014年8月18日在上海杀青。

## 反响
中国大陆首周3天收获3980万人民币列第四位，次周取得2900万列第八位，第三周再入660万列第13位，最终累计7716万。
香港首周4天获得60万港币列第十位。